# Aziatisch kampioenschap voetbal vrouwen 1983
Het vijfde Aziatisch kampioenschap voetbal vrouwen werd van 10 april tot en met 17 april 1983 gehouden in Thailand. Het toernooi werd gewonnen door het Thais voetbalelftal door in de finale India te verslaan.
Acht landen hadden zich voor het toernooi ingeschreven en na loting kwamen hier twee groepen uit. De eerste groep bestond uit Singapore, Maleisië, Japan en Chinees Taipei, terwijl de tweede groep uit Hongkong, India, Thailand en de Filipijnen bestond. Taiwan en Japan trokken zich later terug en de resterende zes teams werden in een enkele groep geplaatst.

## Groepsfase
De teams in het groen plaatsten zich voor de finale, de teams in het blauw namen deel aan de troostfinale.
| Team       | AW | G | G | V | DV | DT | DS  | Pnt |
| ---------- | -- | - | - | - | -- | -- | --- | --- |
| Thailand   | 5  | 5 | 0 | 0 | 22 | 1  | +21 | 10  |
| India      | 5  | 4 | 0 | 1 | 11 | 2  | +9  | 8   |
| Singapore  | 5  | 3 | 0 | 2 | 12 | 5  | +7  | 6   |
| Maleisië   | 5  | 2 | 0 | 3 | 7  | 16 | -9  | 4   |
| Filipijnen | 5  | 1 | 0 | 4 | 2  | 16 | −14 | 2   |
| Hongkong   | 5  | 0 | 0 | 5 | 0  | 14 | -14 | 0   |

| 10 april 1983 |       |            |
| Thailand      | 8 – 0 | Maleisië   |
| India         | 5 – 0 | Filipijnen |
| Singapore     | 2 – 0 | Hongkong   |
| 11 april 1983 |       |            |
| India         | 1 – 0 | Hongkong   |
| Maleisië      | 1 – 0 | Filipijnen |
| Thailand      | 3 – 0 | Singapore  |
| 12 april 1983 |       |            |
| India         | 3 – 0 | Maleisië   |
| Singapore     | 5 – 0 | Filipijnen |
| Thailand      | 4 – 0 | Hongkong   |
| 14 april 1983 |       |            |
| Filipijnen    | 2 – 0 | Hongkong   |
| Singapore     | 5 – 1 | Maleisië   |
| Thailand      | 2 – 1 | India      |
| 15 april 1983 |       |            |
| India         | 1 – 0 | Singapore  |
| Maleisië      | 5 – 0 | Hongkong   |
| Thailand      | 5 – 0 | Filipijnen |

## Eindronde

### Troostfinale
|               |               |       |           |                               |
| 17 april 1983 | Maleisië      | 0 – 0 | Singapore | Suphachalasaistadion, Bangkok |
| 17 april 1983 |               |       |           | Suphachalasaistadion, Bangkok |
| 17 april 1983 | Strafschoppen |       |           | Suphachalasaistadion, Bangkok |
| 17 april 1983 | 5 – 4         |       |           | Suphachalasaistadion, Bangkok |

### Finale
|               |          |       |       |                               |
| 17 april 1983 | Thailand | 3 – 0 | India | Suphachalasaistadion, Bangkok |
| 17 april 1983 |          |       |       | Suphachalasaistadion, Bangkok |